# اجزاجی‌باشی هولدینگ
اجزاجی‌باشی هولدینگ (به ترکی استانبولی: Eczacıbaşı Holding) شرکت خوشه‌ای ترکیه‌ای است، که در زمینه ارائه خدمات مالی، داروسازی، توزیع کالاهای مصرفی و تولید مصالح ساختمانی فعالیت می‌کند.
شرکت اجزاجی‌باشی هولدینگ در سال ۱۹۴۲ توسط نجات اجزاجی‌باشی تأسیس شد و در حال حاضر دارای ۴۱ شرکت تابعه و زیرمجموعه می‌باشد، که در حوزه‌های مختلف فعالیت می‌کنند.
دفتر مرکزی این شرکت در شهر استانبول، ترکیه قرار دارد و بخشی از سهام آن در بازار بورس استانبول معامله می‌شود.